# 한국의 축구
한국의 축구는 한국에서의 축구를 말한다.

## 역사

### 조선의 축구
영국을 모태로 하는 근대 축구가 한국에 전파된 것은 1882년 6월 (고종 19년) 인천항에 상륙한 영국 군함 플라잉피쉬호의 승무원들을 통해서인 것으로 전해지고 있다.

### 대한제국의 축구
그 후 정식 축구의 보급은 1904년 관립한성외국어학교에서 체육 과목의 하나로서 채택하면서부터이며 대한민국 최초의 공개 축구 경기 역시 1905년 6월 10일 서울 훈련원(오늘날의 동대문운동장)에서 열린 대한체육구락부와 황성기독청년회간의 시합으로 기록되어 있다.
1902년 서울에 위치한 배재학당에서 축구반이 생기면서 축구 클럽이 생긴 이래 서울을 비롯한 각 도시에 축구 클럽들이 생겨나기 시작했다.

## 참고 자료
- 잃어버린 우리 축구사 복원 프로젝트